# Märkische Fußballmeisterschaft 1902/03

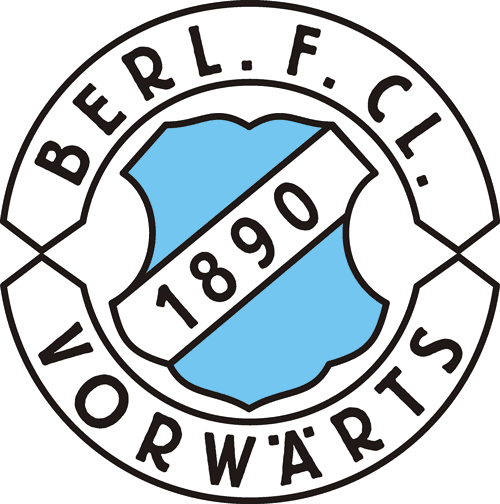
Vorwärts 90 Berlin – Märkischer Fußballmeister Gauliga 1903

Die märkische Fußballmeisterschaft 1902/03 war die zweite unter dem Märkischen Fußball-Bund (MFB), in dieser Saison unter dem Namen Berliner Fußballvereinigung ausgetragene, märkische Fußballmeisterschaft. Es wurden insgesamt drei Wettbewerbe ausgespielt, die Serie III der Diplomspiele, die Gauliga und ein als Pokal ausgetragenes Mützenturnier. An der deutschen Fußballmeisterschaft 1902/03 durfte der Meister des MFB jedoch nicht teilnehmen, der DFB entschied, dass der dem MFB konkurrierende Verband Berliner Ballspielvereine den Berliner Teilnehmer stellt.

## Diplomspiele
Die bereits in der vergangenen Saison durchgeführten Diplomspiele wurden weiter ausgespielt.

### Serie III
Die Serie III fand im Herbst/Winter 1902 statt, es beteiligten sich 12 Mannschaften. Folgender Tabellenstand ist überliefert:
| Pl. | Verein                             | Sp. | S  | U | N  | Tore    | Diff. | Punkte |
| --- | ---------------------------------- | --- | -- | - | -- | ------- | ----- | ------ |
| 1.  | BFC des Nordens 1898               | 11  | 10 | 0 | 1  | 029:900 | +20   | 20:20  |
| 2.  | Weißenseer FC                      | 11  | 8  | 2 | 1  | 022:130 | +9    | 18:40  |
| 3.  | BFC Vorwärts 1890 (M)              | 11  | 8  | 0 | 3  | 033:150 | +18   | 16:60  |
| 4.  | Rixdorfer FC Belle-Alliance        | 11  | 7  | 1 | 3  | 020:400 | +16   | 15:70  |
| 5.  | BFC Neuhellas 1899                 | 11  | 7  | 1 | 3  | 019:220 | −3    | 15:70  |
| 6.  | BFC Ascania                        | 11  | 6  | 2 | 3  | 019:100 | +9    | 14:80  |
| 7.  | Berliner TuFC Elf                  | 11  | 6  | 2 | 3  | 023:310 | −8    | 14:80  |
| 8.  | Berliner FC vom Jahre 1893         | 11  | 4  | 1 | 6  | 013:200 | −7    | 09:13  |
| 9.  | Charlottenburger FC Union Halensee | 11  | 4  | 0 | 7  | 013:120 | +1    | 08:14  |
| 10. | SC Brandenburg 1901 Friedrichsberg | 11  | 3  | 0 | 8  | 014:150 | −1    | 06:16  |
| 11. | Westender FuCC Hamburg Berlin      | 11  | 2  | 1 | 8  | 014:200 | −6    | 05:17  |
| 12. | Wilmersdorfer FC Askania           | 11  | 0  | 0 | 11 | 004:770 | −73   | 0:22   |

| (M) | Titelverteidiger |

## Gauliga
Aufgrund der zunehmenden Anzahl der Vereine wurde 1903 eine Gauliga in vier regionalen Gruppen mit insgesamt 18 Mannschaften ausgespielt. Deren Sieger spielten dann in einer Endrunde den Meister aus. Folgende Tabellenstände sind überliefert:

### Gau Nord
| Pl. | Verein                             | Sp. | S | U | N | Tore    | Diff. | Punkte |
| --- | ---------------------------------- | --- | - | - | - | ------- | ----- | ------ |
| 1.  | BFC des Nordens 1898               | 10  | 9 | 0 | 1 | 033:120 | +21   | 18:20  |
| 2.  | Weißenseer FC                      | 10  | 8 | 1 | 1 | 029:160 | +13   | 17:30  |
| 3.  | Charlottenburger FC Union Halensee | 10  | 4 | 1 | 5 | 005:190 | −14   | 09:11  |
| 4.  | BFC Ascania                        | 10  | 2 | 3 | 5 | 006:110 | −5    | 07:13  |
| 5.  | Westender FuCC Hamburg Berlin      | 10  | 2 | 1 | 7 | 006:120 | −6    | 05:15  |
| 6.  | Berliner FC vom Jahre 1893         | 10  | 1 | 2 | 7 | 013:170 | −4    | 04:16  |

### Gau Süd
| Pl. | Verein                             | Sp. | S | U | N | Tore    | Diff. | Punkte |
| --- | ---------------------------------- | --- | - | - | - | ------- | ----- | ------ |
| 1.  | BFC Vorwärts 1890                  | 6   | 5 | 0 | 1 | 015:200 | +13   | 10:20  |
| 2.  | BFC Neuhellas 1899                 | 6   | 4 | 0 | 2 | 008:100 | −2    | 08:40  |
| 3.  | Berliner TuFC Elf                  | 6   | 2 | 0 | 4 | 010:800 | +2    | 04:80  |
| 4.  | SC Brandenburg 1901 Friedrichsberg | 6   | 1 | 0 | 5 | 013:220 | −9    | 02:10  |

### Gau West
| Pl. | Verein                   | Sp. | S | U | N | Tore    | Diff. | Punkte |
| --- | ------------------------ | --- | - | - | - | ------- | ----- | ------ |
| 1.  | TuFC Triton 1894 Spandau | 6   | 5 | 0 | 1 | 054:500 | +49   | 10:20  |
| 2.  | SC Viktoria Nauen        | 6   | 3 | 0 | 3 | 003:390 | −36   | 06:60  |
| 3.  | Union Spandau            | 6   | 2 | 0 | 4 | 007:400 | +3    | 04:80  |
| 4.  | SC Vorwärts Spandau      | 6   | 2 | 0 | 4 | 003:130 | −10   | 04:80  |

### Gau Südwest
| Pl. | Verein                      | Sp. | S | U | N | Tore    | Diff. | Punkte |
| --- | --------------------------- | --- | - | - | - | ------- | ----- | ------ |
| 1.  | Rixdorfer FC Belle-Alliance | 6   | 5 | 1 | 0 | 017:300 | +14   | 11:10  |
| 2.  | 1. FC Borussia Tempelhof    | 6   | 3 | 1 | 2 | 015:120 | +3    | 07:50  |
| 3.  | Rixdorfer FC Normannia 1895 | 6   | 1 | 1 | 4 | 010:200 | −10   | 03:90  |
| 4.  | Wilmersdorfer FC Askania    | 6   | 1 | 1 | 4 | 004:240 | −20   | 03:90  |

### Endrunde
| Pl. | Verein                      | Sp. | S | U | N | Tore    | Diff. | Punkte |
| --- | --------------------------- | --- | - | - | - | ------- | ----- | ------ |
| 1.  | BFC Vorwärts 1890           | 3   | 3 | 0 | 0 | 009:100 | +8    | 06:0   |
| 2.  | BFC des Nordens 1898 (M)    | 3   | 2 | 0 | 1 | 012:800 | +4    | 04:20  |
| 3.  | Rixdorfer FC Belle-Alliance | 3   | 1 | 0 | 2 | 003:400 | −1    | 02:40  |
| 4.  | TuFC Triton 1894 Spandau    | 3   | 0 | 0 | 3 | 004:150 | −11   | 0:60   |

| (M) | Titelverteidiger |

## Mützenturnier
An diesem Turnier, an dem die zuvor an der Endrunde beteiligten vier regionalen Gaumeister nicht teilnehmen durften, beteiligten sich 19 Mannschaften. Nach dem Spiel bekommt der, nach Ansicht des Schiedsrichters, beste Spieler jeder Mannschaft eine Ehrenmütze. Der Gewinner des Turniers bekommt 11 Ehrenmützen.

### Vorrunde
|                          | Ergebnis |                                    | Mützen    |
| ------------------------ | -------- | ---------------------------------- | --------- |
| Auswahl Nord I           | 3:1      | Auswahl Südost                     | unbekannt |
| Union Weißensee          | 10:00    | SC Vorwärts Spandau                | unbekannt |
| 1. FC Borussia Tempelhof | 11:00    | Wilmersdorfer FC Askania           | unbekannt |
| Auswahl Südwest          | 7:0      | Charlottenburger FC Union Halensee | unbekannt |
| Auswahl Süd I            | 8:0      | SC Viktoria Nauen                  | unbekannt |

### 1. Runde
|                               | Ergebnis |                                    | Mützen    |
| ----------------------------- | -------- | ---------------------------------- | --------- |
| Berliner FC vom Jahre 1893    | 8:1      | 1. FC Borussia Tempelhof           | unbekannt |
| BFC Ascania                   | 10:10    | Rixdorfer FC Normannia 1895        | unbekannt |
| Weißenseer FC                 | 4:3      | Auswahl Südwest                    | unbekannt |
| Auswahl Süd I                 | 5:0      | SC Brandenburg 1901 Friedrichsberg | unbekannt |
| Westender FuCC Hamburg Berlin | 8:0      | Union Weißensee                    | unbekannt |
| Berliner TuFC Elf             | 8:0      | TuFC Triton 1894 Spandau           | unbekannt |
| BFC Neuhellas 1899            | 7:1      | Auswahl Nord I                     | unbekannt |

### 2. Runde
|                               | Ergebnis |                   | Mützen    |
| ----------------------------- | -------- | ----------------- | --------- |
| Berliner FC vom Jahre 1893    | 4:3      | Berliner TuFC Elf | unbekannt |
| BFC Ascania                   | 3:1      | Weißenseer FC     | unbekannt |
| Westender FuCC Hamburg Berlin | 2:1      | Auswahl Süd I     | unbekannt |
| BFC Neuhellas 1899            | 3:0      | Brandenburg       | unbekannt |

### Halbfinale
|                            | Ergebnis |                               | Mützen    |
| -------------------------- | -------- | ----------------------------- | --------- |
| BFC Ascania                | 5:1      | Westender FuCC Hamburg Berlin | unbekannt |
| Berliner FC vom Jahre 1893 | 2:2      | BFC Neuhellas 1899            | unbekannt |

#### Wiederholungsspiel
|                    | Ergebnis |                            | Mützen    |
| ------------------ | -------- | -------------------------- | --------- |
| BFC Neuhellas 1899 | 1:0      | Berliner FC vom Jahre 1893 | unbekannt |

### Finale
|             | Ergebnis |                    |
| ----------- | -------- | ------------------ |
| BFC Ascania | 4:1      | BFC Neuhellas 1899 |

## Auswahlspiele
Nordgau – Südgau 7:1
Nordgau – Westgau 6:4